# Mina de diamantes Mir
La mina Mir (en ruso: Кимберлитовая алмазная трубка «Мир» Kimberlitovaya Almaznaya Trubka "Mir"; en español, «mina de kimberlita y diamante "Paz"»), también llamada mina Mirny es una antigua mina a cielo abierto de diamantes de Rusia, ahora inactiva, ubicada junto a la ciudad de Mirny, en la república de Sajá, Siberia Oriental. La mina tiene 525 m de profundidad (4.ª en el mundo) y tiene un diámetro de 1200 m, siendo el segundo mayor agujero excavado en el mundo, después de la mina del cañón de Bingham  en Salt Lake City (Estados Unidos). El espacio aéreo por encima de la mina está cerrado a los helicópteros debido a algunos incidentes en los que fueron succionados hacia el fondo por el flujo de aire.
La ciudad de Mirny, inicialmente un pueblo, vivió un crecimiento espectacular como ciudad desde la apertura de la mina gracias al impulso económico proporcionado por ésta.

## Descubrimiento
El yacimiento diamantífero fue descubierto el 13 de junio de 1955 por los geólogos soviéticos Yuri Khabardin, Ekaterina Elagina y Viktor Avdeenko durante la gran expedición Amakinsky en la República Socialista Autónoma de Yakutia (RSSA Yakutia), hoy República de Sajá de la Federación Rusa. Encontraron rastros de la roca ígnea kimberlita que se asocia generalmente con los diamantes. Este hallazgo fue el primer éxito en la búsqueda de kimberlita en Rusia, después de numerosas expediciones fallidas en los años 1940 y 1950. Por este descubrimiento, en 1957 Khabardin recibió el Premio Lenin, que era uno de los más altos premios en la Unión Soviética.

## Desarrollo de la explotación

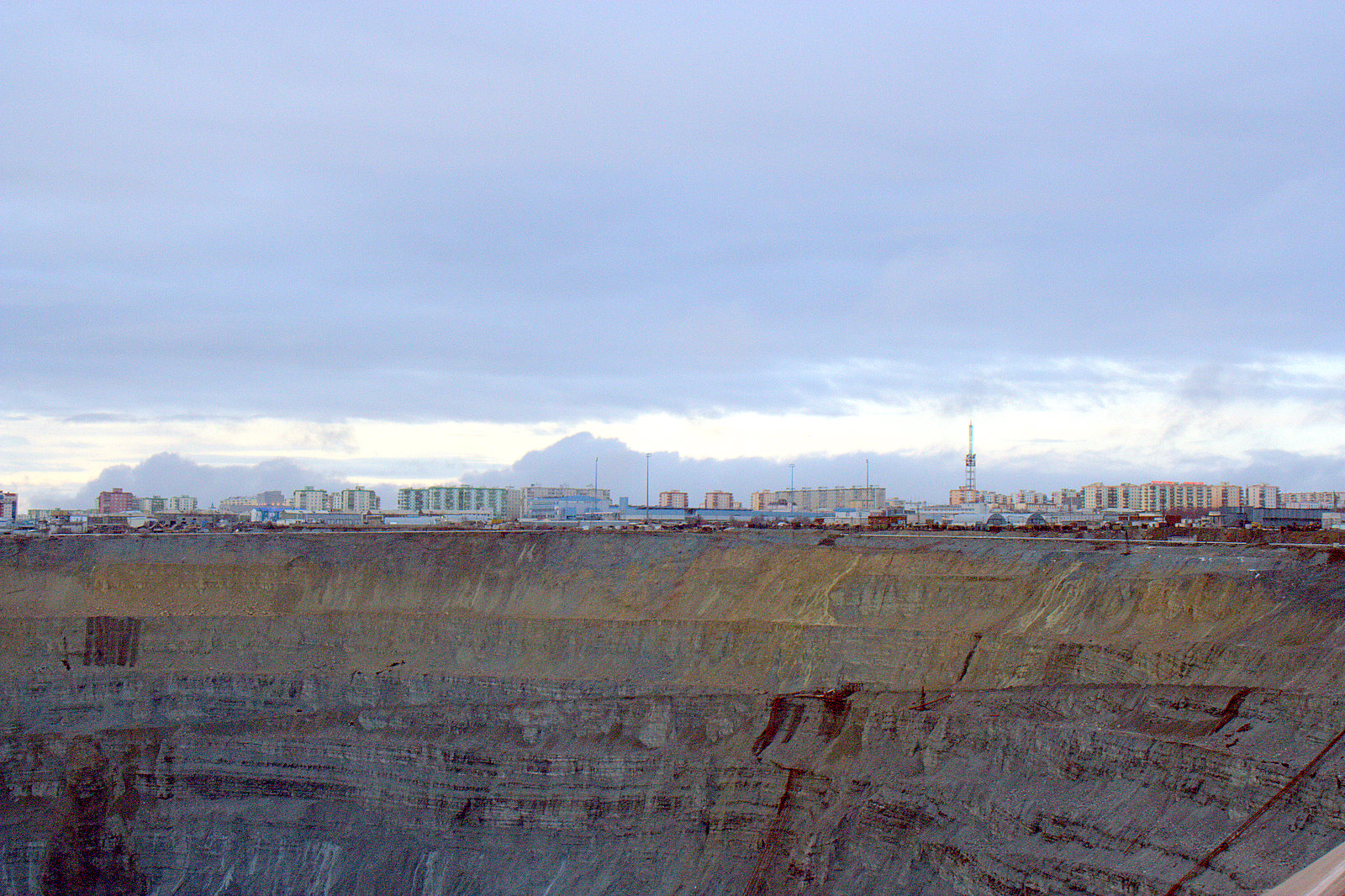
Flanco de la mina con la ciudad de Mirny al fondo. Al compararse con los edificios de la ciudad, puede apreciarse su gran tamaño

El desarrollo de la mina se había iniciado en 1957 en condiciones climáticas extremas. Siete meses de invierno al año el suelo estaba congelado, lo que hacía difícil la minería en invierno, tornándose además en lodo en verano. Los edificios tuvieron que ser levantados sobre pilotes, para que no se hundieran en el verano, y la planta principal de procesamiento tuvo que ser construida en un terreno más estable que se encuentra a unos 20 km de la mina. Las temperaturas invernales son tan bajas que los neumáticos de los automóviles y el acero pueden quebrarse y el aceite congelarse. Durante el invierno, los trabajadores utilizaron motores a reacción para descongelar y desenterrar el permafrost o lo detonaron con dinamita para acceder a la kimberlita subyacente. La mina entera tenía que ser cubierta por la noche para evitar la congelación de la maquinaria.
En la década de 1960 la mina estaba produciendo 10 000 000 quilates (2000 kg) de diamantes al año, de los cuales una fracción relativamente alta (20 %) eran de calidad gema. Las capas superiores de la mina (hasta los 340 m) tenían un contenido muy alto en diamantes de 4 quilates (0,80 g) por tonelada de mineral, con una tasa relativamente alta de gemas en relación con las piedras industriales. El rendimiento se redujo a cerca de 2 quilates (0,40 g) por tonelada y el ritmo de producción se redujo a 2 000 000 quilates (400 kg) por año cerca del fondo del pozo. El diamante más grande de la mina se halló el 23 de diciembre de 1980; pesaba 342,5 quilates (68 g) y fue llamado "26.º Congreso del PCUS" (XXVI съезд КПСС, en honor al acontecimiento político del mismo nombre). La explotación de la mina se interrumpió en la década de 1990 a una profundidad de 340 m después de que el fondo del pozo se inundase, pero se reanudó más tarde.

### Participación de De Beers
El rápido desarrollo de la mina Mir había preocupado a la empresa De Beers, que en ese momento estaba distribuyendo la mayor parte de los diamantes del mundo. De Beers tenía que comprar diamantes rusos con el fin de controlar el precio de mercado, y por lo tanto le era necesario saber lo más posible acerca de los desarrollos mineros rusos. En la década de 1970, De Beers solicitó permiso para visitar la mina Mir. El permiso fue concedido con la condición de que los expertos rusos visitasen las minas de diamantes de De Beers en Sudáfrica. El ejecutivo de De Beers, sir Philip Oppenheimer, y el geólogo jefe Barry Hawthorne llegaron a Moscú en el verano de 1976. Fueron intencionadamente demorados en Moscú por la disposición de una serie de reuniones y banquetes fastuosos con geólogos soviéticos, mineralogistas, ingenieros y administradores de la mina. Cuando Oppenheimer y Hawthorne finalmente llegaron a la mina Mir, sus visas estaban a punto de expirar, por lo que sólo pudieron estar 20 minutos en la mina. Incluso ese corto tiempo fue suficiente para obtener algunos detalles importantes. Por ejemplo, que los rusos no utilizaban agua durante el procesamiento de mineral en absoluto, lo que fue sorprendente para De Beers. La razón era que el agua se congelaría la mayor parte del año, y en su lugar se trituraba en seco. De Beers también había sobrestimado el tamaño del agujero de la mina.

## Operaciones
La mina Mir fue la primera, y la más grande, mina de diamantes en la Unión Soviética. Su operación en superficie duró 44 años, cerrando finalmente en junio de 2001. Después del colapso de la URSS, en la década de 1990, la mina fue operada por la compañía de diamantes de Sajá, reportándole unas ganancias anuales por la venta de diamantes de más de 600 millones de dólares.
Más tarde, la mina fue operada por Alrosa, la mayor empresa de producción de diamantes en Rusia, y empleó a 3600 trabajadores. Desde hacía bastante tiempo se preveía que la recuperación de diamantes por métodos convencionales de superficie se saturaría. Por ello, en la década de 1970 se empezó la construcción de una red de túneles subterráneos para la recuperación de diamantes. La producción de diamantes por este método comenzó en 1999 y se estimó que duraría otros 27 años. Esta estimación se basó en exploraciones profundas hasta los 1220 m. Con el fin de estabilizar el pozo principal abandonado, su fondo fue cubierto con una capa de escombros de 45 m de espesor.
La mina Mir se cerró definitivamente en 2011.